# 프란체스코 디마초
프란체스코 디마초(이탈리아어: Francesco D'Macho, 1979년 1월 29일 ~ )는 이탈리아의 포르노 배우, 포르노 감독으로, 주로 게이 분야에서 활동한다. 디마초는 그래픽 디자인 석사 학위가 있으며, 프리랜서 그래픽 디자이너로도 활동하고 있다. 2008년 데이미언 크로스와 교제하기 시작하였으며, 2009년 결혼하였으나 이듬해 이혼하였다.